# Sady (przystanek kolejowy)
Sady – przystanek osobowy w Sadach, w województwie opolskim, w powiecie opolskim, w gminie Niemodlin, w Polsce.
| Sady                                            |  |                               |
| Linia nr 329 Szydłów - Lipowa Śląska (4,443 km) |  |                               |
| Grodziec Niemodlińskiodległość: 2,515 km        |  | Niemodlin odległość: 2,423 km |